# Черкаси-Волинські
Черка́си-Воли́нські — пасажирський залізничний зупинний пункт Рівненської дирекції Львівської залізниці.
Розташований неподалік від села Черкаси, Ковельський район, Волинської області (біля складу паливно-мастильних матеріалів в/ч А-2364) на лінії 
Ковель — Ягодин  між станціями Ковель (7 км) та Мацеїв (19 км).
Колишня станція, яка свого часу мала 8 колій шириною 1435 мм та 4 — 1520 мм.
Також у східній горловині було відгалуження 1520 мм до лінії Ковель — Сапіжанка, яке з'єднувалося з нею біля примикання під'їзної колії до ПАТ Ковельсільмаш. В 1990-их роках розібране. А до станції Вербка йшло відгалуження 1520 і 1435 на суміщеній колії. Також розібране в 1990-их.  
Станом на лютий 2019 року щодня три пари дизель-потягів прямують за напрямком Ковель-Пасажирський — Ягодин.